# Noble (album)
Noble, (titolo completo Noble -Vampires' Chronicle- è il primo album della band visual kei giapponese Versailles. È stato pubblicato il 9 luglio 2008 dalla Sherow Artist Society.
Esistono due edizioni dell'album: una normale, ed una speciale in edizione limitata con DVD extra.

## Tracce
Prima Edizione
| No.               | Titolo                                                        | Testo             | Musica            | Lung. |  |
| 1.                | "Prelude"                                                     | Kamijo            | Kamijo            | 1:33  |  |
| 2.                | "Aristocrat's Symphony"                                       | Kamijo            | Kamijo            | 6:15  |  |
| 3.                | "Antique in the Future"                                       | Kamijo            | Kamijo            | 5:46  |  |
| 4.                | "Second Fear -Another Descendant-"                            | Kamijo            | Teru              | 3:08  |  |
| 5.                | "Zombie"                                                      | Kamijo            | Teru              | 3:52  |  |
| 6.                | "After Cloudia"                                               | Kamijo            | Hizaki            | 4:53  |  |
| 7.                | "Windress"                                                    | Kamijo            | Hizaki            | 4:28  |  |
| 8.                | "The Revenant Choir" (Album Version)                          | Kamijo            | Versailles        | 7:01  |  |
| 9.                | "To the Chaos Inside"                                         | Kamijo            | Teru              | 3:14  |  |
| 10.               | "Suzerain"                                                    | Kamijo            | Hizaki            | 4:20  |  |
| 11.               | "History of the Other Side"                                   | Kamijo            | Hizaki            | 9:38  |  |
| 12.               | "Episode"                                                     | Kamijo            | Kamijo            | 3:10  |  |
| 13.               | "The Revenant Choir" (Single Version) (European Edition Only) | Kamijo            | Versailles        | 8:43  |  |
| 14.               | "Prince" (American Edition & Japanese Re-issue Only)          | Kamijo            | Hizaki            | 4:50  |  |
| Lunghezza totale: | Lunghezza totale:                                             | Lunghezza totale: | Lunghezza totale: | 70:51 |  |